# Tetrabothrius ruudi
Tetrabothrius ruudi is een lintworm (Platyhelminthes; Cestoda). De worm is tweeslachtig. De soort leeft als parasiet in andere dieren.
Het geslacht Tetrabothrius, waarin de lintworm wordt geplaatst, wordt tot de familie Tetrabothriidae gerekend. De wetenschappelijke naam van de soort werd voor het eerst geldig gepubliceerd in 1928 door Nybelin.